# Кельтом
Кельтом — река в России, протекает по Большемуртинскому району Красноярского края. Устье реки находится в 1552 км по правому берегу реки Большая Кеть. Длина реки составляет 42 км. Приток — Горевой Кельтом. Вдоль правого берега проложена грунтовая дорога.

## Данные водного реестра
По данным государственного водного реестра России относится к Верхнеобскому бассейновому округу, водохозяйственный участок реки — Кеть, речной подбассейн реки — бассейн притоков (Верхней) Оби от Чулыма до Кети. Речной бассейн реки — (Верхняя) Обь до впадения Иртыша.